# Sudbury Hill (Metropolitano de Londres)

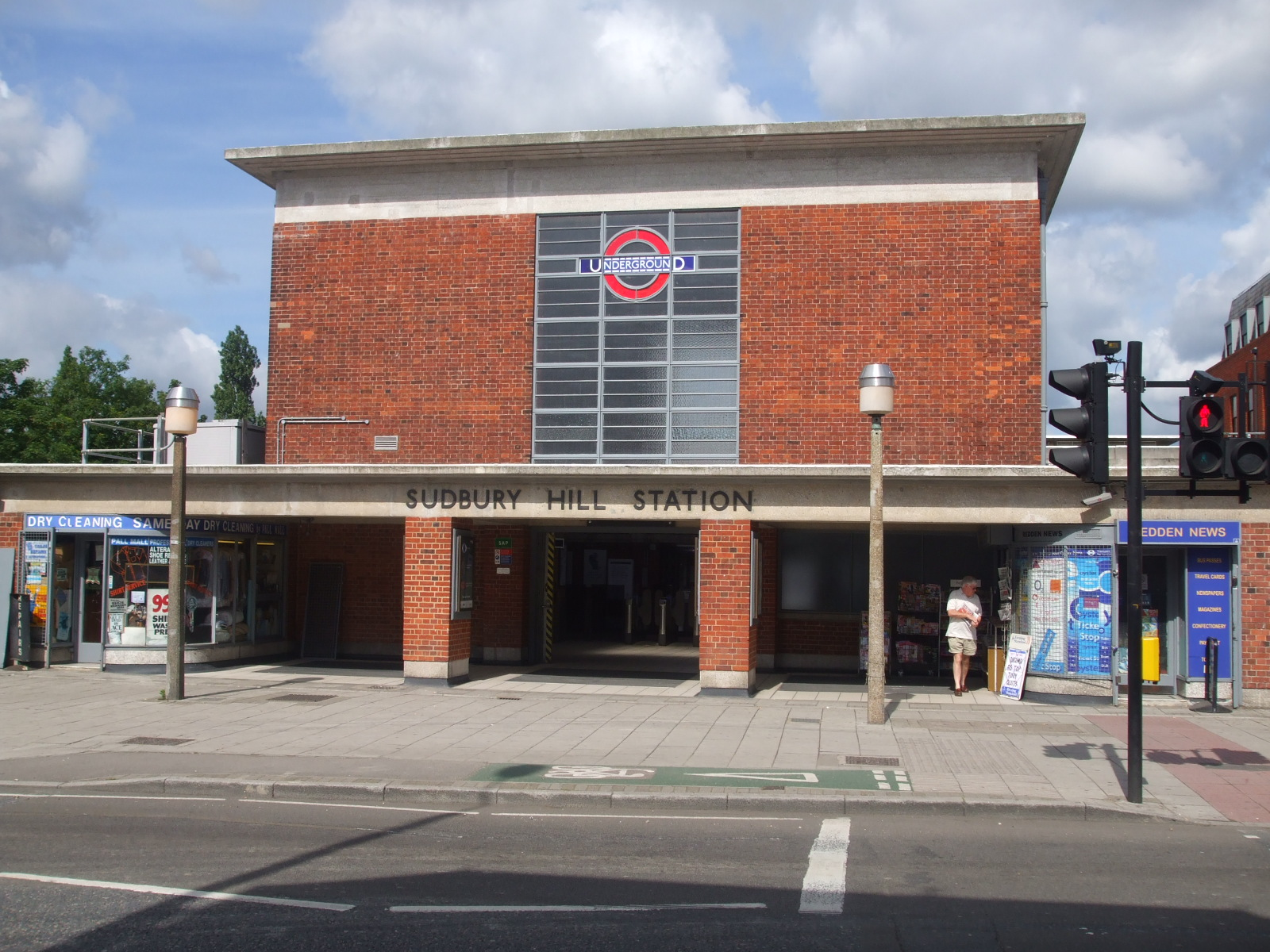
Uma foto da estação

Sudbury Hill é uma estação do Metrô de Londres no ramal Uxbridge da linha Piccadilly. A estação fica entre Sudbury Town e South Harrow, e está na Zona 4 do Travelcard. Ela está localizada na Greenford Road (A4127) ao norte do cruzamento com a Whitton Avenue, na fronteira entre os Boroughs londrinos de Harrow e Ealing. A estação fica perto da estação ferroviária de Sudbury Hill Harrow.

## História
A estação de Sudbury Hill foi inaugurada em 28 de junho de 1903 pela District Railway (DR, agora a linha District) em sua nova extensão para South Harrow de Park Royal & Twyford Abbey.
Esta nova extensão foi, junto com os trilhos existentes de volta à Acton Town, a primeira seção das linhas de superfície do metrô a ser eletrificada e operar elétrica em vez de trens a vapor. As linhas de metrô de nível profundo abertas na época (City & South London Railway, Waterloo & City Railway e Central London Railway) foram alimentadas eletricamente desde o início.
O prédio da estação original foi demolido em 1930 e 1931 e substituído por uma nova estação em preparação para a transferência do ramal da linha District para a linha Piccadilly. A nova estação foi projetada por Charles Holden em estilo europeu moderno usando tijolo, concreto armado e vidro. Como as estações em Sudbury Town e Alperton ao sul, bem como outras que Holden projetou em outros lugares para as extensões leste e oeste da linha Piccadilly, como Acton Town e Oakwood, a estação Sudbury Hill apresenta uma bilheteria alta em forma de bloco que se eleva acima de um nível horizontal baixo. estrutura que contém as instalações da estação e lojas. As paredes de tijolos da bilheteria são pontuadas com painéis de janelas de clerestório e a estrutura é coberta por uma cobertura de laje plana de concreto.
Em 4 de julho de 1932, a linha Piccadilly foi estendida para correr a oeste de seu terminal original em Hammersmith, compartilhando a rota com a linha District para Ealing Common. De Ealing Common a South Harrow, a linha District foi substituída pela linha Piccadilly.
A estação foi transformada em edifício listado como Grau II em 17 de maio de 1994.
Em 2018, foi anunciado que a estação ganharia acesso gratuito até 2022, como parte de um investimento de £ 200 milhões para aumentar o número de estações acessíveis no Metrô. Isso foi alcançado em 30 de dezembro de 2021 com a instalação de dois elevadores.

## Serviços
O serviço fora do horário de pico em trens por hora (tph) é:
- 6tph para Cockfosters (sentido leste)
- 3tph para Rayners Lane (sentido oeste)
- 3tph para Uxbridge via Rayners Lane (sentido oeste)

O serviço de horário de pico em trens por hora (tph) é: 
- 12tph para Cockfosters (sentido leste)
- 6tph para Rayners Lane (sentido oeste)
- 6tph para Uxbridge via Rayners Lane (sentido oeste)

## Conexões
As rotas de ônibus de Londres 92 e H17 servem a estação.